# LU-643
La carretera autonómica LU-643 es una carretera secundaria de la Junta de Galicia que une Bóveda con Laiosa, en el municipio de Incio, en la provincia de Lugo. Tiene una longitud de 4,86 km.

## Trazado
Comienza su trazado en la LU-652 junto al cementerio de Bóveda. Tras salir de la localidad pasa bajo el corredor CG-2.2 y su trazado se dirige en dirección noreste hasta enlazar con la LU-644 cerca de Laiosa, ya en el municipio de Incio. 